# Calycopis malta
Calycopis malta is een vlinder uit de familie van de Lycaenidae. De wetenschappelijke naam van de soort werd als Thecla malta in 1902 gepubliceerd door Schaus.

## Synoniemen
- Thecla instita Druce, 1907
- Calystryma anapa Field, 1967